# Hannah Adams

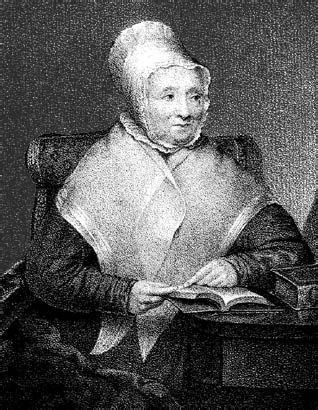
Hannah Adams

Hannah Adams (* 2. Oktober 1755 in Medfield, Province of Massachusetts Bay; † 15. Dezember 1831 oder 15. November 1832 in Brookline, Massachusetts) war eine US-amerikanische Schriftstellerin und die erste Frau in den USA, die berufsmäßig als Autorin arbeitete und durch Schriftstellerei ihren Lebensunterhalt verdiente.

## Leben
Hannah Adams erhielt bereits früh eine umfassende Bildung in Literatur, aber auch in Latein und Griechisch durch Studenten ihres Vaters. Nachdem dieser 1772 zahlungsunfähig wurde, musste sie wie auch ihre Geschwister selbst für ihren Lebensunterhalt aufkommen. Während der Zeit der amerikanischen Revolution und des 1775 begonnenen Unabhängigkeitskrieges verdiente sie sich ihren Lebensunterhalt zunächst durch das Herstellen von Spitzenstoffen, ehe sie anschließend als Lehrerin tätig war.
1784 gab sie ihr literarisches Debüt mit dem Buch View of Religious Opinions, in dem sie einen umfassenden Überblick über verschiedene Religionen der Welt gab. Das Buch unterteilte sich in drei Kapitel über eine alphabetische Übersicht der christlichen Konfessionen, kurze Darstellungen von Heidentum, Islam, Judentum und Deismus sowie eine Übersicht über andere Religionen der Welt. Das Werk, das so erfolgreich war, dass es in mehreren Nachdrucken veröffentlicht wurde, erschien mit der vierten Auflage unter dem Titel Dictionary of Religions.
In der Folgezeit verfasste sie die beiden Bücher History of New England (1799) sowie Evidences of Christianity (1801). Der Erfolg dieser Bücher sicherte nicht nur ihren Lebensunterhalt, sondern ermöglichte ihr auch die Bekanntschaft zu Persönlichkeiten wie Abbé Henri Grégoire, mit dem sie zum einen umfassenden Briefwechsel führte, der sie zum anderen aber auch bei der Vorbereitung ihres Buchs History of the Jews (1812) unterstützte.
Zu ihren weiteren Büchern zählen Controversy with Dr. Morse (1814) sowie Letters on the Gospels (1826). Hannah Adams, die in ihrem Benehmen und ihren Ansichten zurückhaltend war, unternahm nur kurze Reisen wie mit dem Schiff von Boston nach Nahant sowie auf dem Landweg von Boston nach Chelmsford. Zuletzt erhielt sie von einigen Freunden eine Rente und war nach ihrem Tode die erste Person, die auf dem Mount Auburn Cemetery in Cambridge, Massachusetts beigesetzt wurde.
Kurz nach ihrem Tode veröffentlichte Hanah F. Lee die Autobiografie von Hannah Adams.